# Edgar Scauflaire
Edgar Auguste Philippe Scauflaire, né le 9 mars 1893 à Liège et mort le 22 octobre 1960, est un graphiste et peintre liégeois.
Edgar Scauflaire était aussi un critique d'art avisé et signait ses articles du pseudonyme Jean Hibou.

## Biographie
Edgar Scauflaire est fils d’un tailleur, Pierre-Philippe Scauflaire, et d’une couturière épousée en secondes noces, Léontine Marie Lairesse (hypothétique descendante du célèbre peintre Gérard de Lairesse). Edgar commence ses études au collège Saint-Louis de Liège mais ne les terminera pas. Après quelques emplois de fortune, il rejoint une troupe de théâtre amateur et s’inscrit aux cours du soir de l’Académie royale des beaux-arts de Liège, où il reçoit l’enseignement d’Auguste Donnay, Adrien de Witte, François Maréchal, Émile Berchmans, et Ludovic Bauès. Parallèlement, il devient journaliste à La Meuse, et participe successivement à de petits groupes de jeunes artistes Liégeois comme «le Cénacle», «L’Aspic», «La Caque» (fréquentée notamment par Georges Simenon), puis « Selection » et « l’Escalier ». Il restera journaliste jusqu’en 1936, date à partir de laquelle il pourra enfin vivre de ses pinceaux. Pendant la guerre de 40, il anime à Liège l’Atelier Libre, organisé par l’administration communale pour venir en aide aux artistes. Il restera ensuite à Liège, ne s’échappant qu’au gré des commandes et des expositions qui le font voyager à travers le monde, notamment à Paris, Venise, et Milan. Atteint d’une maladie de cœur qui l’affaiblit dans les années 1950, il meurt dans son lit d’une crise cardiaque dans la nuit du 22 octobre 1960.

## Œuvre
Il a approché différentes techniques au cours de sa carrière : à ses débuts, jusqu’en 1925, il s’est surtout consacré au dessin : mine de plomb associée au pastel, à travers portraits et œuvres allégoriques, marquées par la simplicité du trait et la modernité de compositions volontiers sophistiquées. Parallèlement, il illustre des recueils littéraires et réalise des dessins de mode pour le journal « la Meuse » sous le pseudonyme Jean Hibou. À partir du milieu des années 1920, il se consacre de plus en plus à la peinture à l’huile, peinture de chevalet, mais aussi grandes peintures murales pour des commandes particulières, comme la décoration de la grande salle de la Salle Philharmonique de Liège, anciennement dénommée Conservatoire royal de Liège (1952-54). Il réalise par ailleurs de grandes peintures sur verre, des vitraux, des cartons de tapisserie, et des rideaux de théâtre.
Evelyne de Quatrebarbes, puis Delphine Quirin, ont appelé Scauflaire le peintre-poète. Tout son œuvre est en effet marqué par un onirisme léger et volontiers féerique hérité de Chagall, frisant parfois le naïf, et par un équilibre harmonique toujours subtile. Mais il se caractérise également par sa grande culture picturale qui tranche avec le contexte relativement provincial de Liège dans la première moitié de XXe siècle. Il a notamment beaucoup lu les écrits de son contemporain André Lhote, et les natures mortes post-cubistes qu’il compose en grand nombre entre 1940 et 1960 sont imprégnées de ses leçons. Comme les peintres de l’école de Paris, il travaille aussi beaucoup le corps féminin, qui est un de ses thèmes de prédilection. Enfin il réalise de nombreux portraits et scènes familières, où les chats sont souvent présents ; citons aussi ses nombreux arlequins. Seul le paysage reste en dehors de ses préoccupations.
En résumé, on peut dire qu’il réussit une heureuse synthèse entre le cubisme, le style art déco, et l’expressionnisme onirique. Certaines sources lui attribuent près de 6 000 œuvres.

## Fortune critique
D’un naturel modeste et altruiste, Scauflaire ne se met jamais en avant et, dans sa jeunesse, reste dans l’ombre d’Auguste Mambour. Mais la personnalité et la qualité de son travail sont vite reconnues par les critiques et quelques grands collectionneurs liégeois dont Ernest van Zuylen et Fernand Graindorge. Outre ses expositions très fréquentes à Liège et en Wallonie, il est invité aux biennales de Venise à partir de 1924. En 1946, il expose à Milan, à São Paulo, à Rio de Janeiro, et au Musée d'Art moderne de Paris. En 1948 et 1949, à Buenos-Aires, Helsinki, et au salon des Tuileries à Paris. Dans les années 1950, il retourne à la Biennale de São Paulo, à celles de Milan et de Menton, expose au Musée des beaux-arts Pouchkine à Moscou, et en 1958 à l’exposition universelle de Bruxelles, où il fait aussi partie du jury. Une monographie sur son travail, due à Alexis Curvers et Marie Delcourt, est éditée en 1954. Une rétrospective de son œuvre est organisée au musée des Beaux-Arts de Liège en 1958. Dans cette période, de nombreux articles lui sont consacrés dans la presse belge, mais il ne fait pas l’unanimité : on lui reproche parfois d’être inclassable, trop original, et avec trop peu d’ambition ; sa notoriété aurait été plus grande s’il avait quitté son cocon liégeois pour aller à Paris.
Après sa mort, la critique ne s’intéresse plus à son œuvre. Il faut attendre 1993 pour que Delphine Quirin lui consacre son mémoire de licence, à la suite duquel fut organisée en 1994 une exposition rétrospective à la Société générale de banque, à Liège, donnant lieu à une nouvelle parution : Edgar Scauflaire, peintre-poète, de Delphine Quirin et Louis Maraite.
La plupart des œuvres d’Edgar Scauflaire sont dans des collections privées ou institutionnelles, le plus souvent à Liège et en Belgique.
Plusieurs musées possèdent plusieurs de ses œuvres :
- Musée d’Art wallon, Liège
- Cabinet des estampes, Liège
- Musée Ianchelevici, La Louvière
- Musée des Beaux-Arts, Charleroi
- Musée du vieux Nimy, Nimy
- Musées Royaux des Beaux-Arts de Belgique, Bruxelles

## Source
- Cahiers de Belgique, De Ridder, 1930.
- L'Art et la Vie, J.Delahaut, juin 1937.
- Histoire de la peinture au pays de Liège, par Léon Koenig, Editions de l'A.P.I.A.W, 1951.
- Edgar Scauflaire, par Marie Delcourt et Alexis Curvers, éditions De Sikkel, Collection « Monographies de l'Art belge », Anvers, 1952.
- L'Ecole Liégeoise du Paysage: ma merveilleuse aventure, Jacques Goijen, Catalogue, Imprimerie Chauveheid, Stavelot 1991.
- Edgar Scauflaire, peintre-poète (1893-1960), par Delphine Quirin et Louis Maraite, Liège, 1994.
- Dictionnaire des peintres de l'école liégeoise du paysage, par Jacques Goijen, Ecole Liégeoise du Paysage Editions, 2009.